# カルマ・フルカデイ・イ・リュイス
カルマ・フルカデイ・イ・リュイス（カタルーニャ語: Carme Forcadell i Lluís、タラゴナ県シェルタ、1956年- ）は、スペインの政治家、文献学者、教師（カタルーニャ語の言語・文学）で、2015年10月26日からカタルーニャ自治州議会議長を務めている。 
NGO団体カタルーニャ語のためのプラットフォーム（Plataforma per la llengua）の創設メンバーで、文化・政治団体オムニウム・クルトウラルのサバデイ支部の執行部委員で、2011年4月から2015年5月までカタルーニャ独立主義を標榜するカタルーニャ民族会議（Asamblea Nacional Catalana）の会長を務めた。

## 略歴
バルセロナ自治大学で哲学とコミュニケーション科学を学び、学士号を取得、その後同大学でカタルーニャ語文献学で修士号を取得した。1979年から1982年の間カタルーニャ州のスペイン国営テレビ（TVE Catalunya）の番組Giravoltにレポーターとして出演していた。また1985年以来教育局で公務員として働き、1992年からは教育局カタルーニャ語教育部局で言語正常化調整委員を、2004年からはバリェス・ウクシダンタルで言語、異文化間、社会的つながりに関する顧問を務めた。また辞書や言語および文学などの教材の著作があり、また言語計画や、言語とアイデンティティーに関して様々なマスメディアで論説等を著し、あるいは出演などの活動も行っている。尊厳委員会のメンバーで、決定権のためのプラットフォーム（Plataforma pel Dret de Decidir）の会員で、コミュニケーション委員会に加わっている。
政治活動に関しては、カタルーニャ共和主義左翼（ERC）の構成メンバーで、2001年から2004年にかけて全国執行部に参画していた。2003年から2007年の間サバデイの自治体政府でERC選出議員として活動した。2007年には候補者リスト第2位で自治体選挙に出馬したものの、ERCは1議席しか獲得できず、落選した。
2011年4月から2015年5月までの間カタルーニャの独立を主唱する組織であるカタルーニャ民族会議の会長職に就いており、2012年のデモ「ヨーロッパの新国家、カタルーニャ」と2013年の独立へのカタルーニャの道行進での組織における最大の代弁者の一人でもあった。
2014年にはカタルーニャの文化とアイデンティティーの擁護に貢献した人にパルピニャーの自治体政府から贈られるジュアン・ブランカ賞（Premi Joan Blanca）が授与された。
2015年の州議会選挙では独立主義派のカタルーニャ民主集中（CDC）とカタルーニャ共和主義左翼（ERC）が中心になって締結された協定に基づく選挙連合ジュンツ・パル・シの統一候補者リストにおいて、ラウル・ルメーバに次ぐ第二位に選ばれた。
2015年10月26日、カルマ・フルカデイはカタルーニャ自治州議会において賛成77票の支持を得て、自治州議会議長に選出された。